# Planeador (canción)
"Planeador" es una canción de la banda de rock argentina Soda Stereo, escrita por la banda. Originalmente se grabó para ser incluida en el séptimo álbum de estudio de la banda, Sueño Stereo de 1995, pero en una decisión de último minuto, quedó fuera. Al año siguiente, en 1996, la versión de estudio fue incluida en el álbum en vivo Comfort y música para volar, junto a las canciones "Sonoman", "Coral" y "Superstar" que también quedaron fuera de Sueño Stereo.
Fue alabada por la crítica, a tal punto que fue considerada una de las más hermosas canciones que haya creado la banda en su historia según una crítica del sitio AllMusic.
Una de las pocas interpretaciones en vivo que tuvo fue la realizada en el mítico último concierto de Soda Stereo el 20 de septiembre de 1997 en el Estadio de River Plate de Buenos Aires.

## Música
Al cumplirse precisamente 15 años del denominado "Último Concierto", el baterista Charly Alberti comentó en una entrevista cómo la dinámica de la banda ayudó a la concepción espontánea de esta canción: 
"Planeador" fue una 'zapada' también, y yo me acuerdo que estaba grabado en dos canales digitales, fui lo recuperé, lo pasé a la computadora y grabamos un par de cosas encima pero es un ensayo, ese audio que se escucha es un ensayo. Nosotros ensayabamos así, era la primera vez que tocábamos el tema. Entonces ya teníamos una unión tan grande que nos mirabamos y ya sabíamos que íbamos hacia otro lado y los temas se componían solos, era increíble".
Es lenta, suave y soñadora. Recuerda un poco al sonido dream pop de Cocteau Twins; además tiene una musicalidad neopsicodelica; muy cercana al rock espacial.[cita requerida]